# 디 벨레
《디 벨레》(독일어: Die Welle)는 데니스 간젤 감독의 2008년 독일 영화이다. 토드 스트라서의 소설 파도(The Wave)를 원작으로 하여, 역사교사 론 존스의 실제 실험 제3의 물결을 다루고 있다. 정상적 사회가 파시즘이라는 파도에 물드는 과정을 경고한다. 독일 극장가에서 성공을 거두어 개봉 후 첫 10주 동안 230만 관객을 동원했다.

## 줄거리
김나지움(독일의 인문계 고등학교) 교사인 라이너 벵어는 무정부주의를 가르치기를 원했지만 다른 선생에게 밀려 독재 정치 과목을 담당하게 된다. 제2차 세계대전 종전 후 세 번째 세대인 학생들이 현대 독일에서는 독재 정치가 발생할 수 없다고 생각하며 수업을 지겨워하자, 벵어는 한 주간의 프로젝트를 통해 대중이 얼마나 쉽게 조작될 수 있는 존재인지 증명하기 위한 실험을 시작한다.
우선 벵어는 학생들이 자신을 '라이너'라고 친근하게 이름을 부르지 못하게 하고, '벵어 씨'라고 성에 존칭을 붙여 부르도록 한다. 또한 나쁜 성적의 학생과 좋은 성적의 학생을 옆자리에 같이 앉히고 서로에게 배우도록 하여, 학생들이 개인으로 경쟁하는 대신 전체로서 이익 향상을 추구하도록 했다. 학생들이 말할 때에는 반드시 자리에서 일어서서 짧고 직접적인 대답을 하게 했다. 벵어는 아래층 교실에 있는 무정부주의 반 학생들을 방해할 수 있다는 말로 독재 정치 반 학생들을 자극해 똑같은 장단에 맞춰 행진하게 하고 그 효과를 느끼게 한다. 심지어 개인의 차이를 완전히 지우고 동질적 집단으로 단결시키기 위해 제복까지 입도록 한다. 학생 중 하나인 모나는 제복이 개인성마저 없앨 것이라 반발하고, 카로는 제복 없이 수업하자고 나서지만 이미 집단주의에 도취된 대부분의 학생들에게 묵살당한다. 학생들은 자신들의 '집단'에 이름이 필요하다고 생각하고 투표로 "디 벨레 (Die Welle)"라는 이름을 정한다. 카로는 다른 이름을 후보에 올렸지만, 거기에 투표한 사람은 카로 혼자뿐이었다.
디 벨레는 점점 결속력이 강해지고, 불량 학생이었던 봄버는 디 벨레 소속 학생이 다른 불량배들로부터 괴롭힘 당하는 것을 구해주면서 바뀌게 된다. 봄버는 마치 나치 경례를 연상하게 하는 디 벨레만의 독특한 인사법을 만든다. 카로와 모나는 학급 친구들의 집단주의 행동에 반대하고, 같은 반 학생들이 파시즘에 도취된 모습을 보다 못한 모나는 독재 정치 수업 수강을 포기한다. 하지만 카로와 모나를 제외한 독재 정치 반 학생들은 자신들의 행동이 파시즘과 관계가 있다는 것을 이해하지 못한다. 디 벨레 소속 학생들은 마을 곳곳에 붉은 스프레이로 디 벨레의 물결 모양 로고를 그리고, 디 벨레 구성원만이 참여할 수 있는 파티를 열고, 디 벨레 소속이 아닌 사람들은 배척하고 괴롭힌다. 소심했던 팀은 결국 디 벨레라는 사회 집단의 한 구성원으로서 완전히 받아들여지면서 디 벨레에 사로잡히게 된다. 디 벨레의 토론에서 거대 기업이 사회적 책임을 다하지 않다는 것을 들은 후, 팀은 아끼던 유명 브랜드 옷들까지 불태워 버린다.
팀에게 불량배 패거리가 싸움을 걸지만, 봄버와 지난이 구해주자 팀은 둘과 가까워진다. 쫓겨난 불량배 패거리가 분노한 무정부주의 반 아이들과 함께 들이닥치자, 팀은 발터 PP 권총을 꺼내 그들이 물러나게 한다. 진짜 권총을 꺼내드는 것을 보고 충격을 받은 친구들에게 팀은 이 총은 그저 가스 총일 뿐이라고 설명한다. 팀은 나중에 벵어 선생의 집에 가서 그의 경호원이 되겠다고 제안한다. 비록 팀의 제안을 거부하기는 하지만, 벵어는 팀을 야단치지 않고 오히려 저녁식사를 대접한다. 벵어와 같은 학교에서 근무하는 벵어의 부인은 그렇지 않아도 남편의 프로젝트 수업이 너무 심하게 진행됐다고 생각해 남편과 관계가 좋지 않았는데 이로 인해 관계가 더욱 경색된다. 벵어는 결국 팀을 집에서 쫓아내지만, 다음 날 아침 팀이 현관문 밖에서 자고 있는 것을 발견하게 된다. 벵어의 아내는 화가 나서 벵어에게 실험을 당장 중단할 것을 요구하지만, 벵어는 아내가 질투가 심하다고 비난하고 그녀를 모욕한다. 충격을 받은 아내는 벵어가 디 벨레로 인해 더 이상한 사람이 되어 버렸다며 그를 떠난다.
한편 카로는 디 벨레에 대해 적대적인 태도를 계속 유지하고, 디 벨레 회원들은 이에 분노하여 카로의 남자친구인 마코에게 뭔가를 하도록 요구한다. 그 날 수구 경기가 열리자 벵어 선생은 디 벨레에게 수구 팀을 응원하러 나오라고 명령한다. 카로와 모나는 수구 경기에 입장하는 것을 거부당했지만, 다른 길로 몰래 숨어 들어 디 벨레에 반대하는 전단지를 뿌리고자 한다. 디 벨레 회원들은 이것을 눈치 채고 누가 전단지를 읽기 전에 모두 회수하고자 재빠르게 움직인다. 혼란 속에서 지난은 상대 팀 선수와 싸움을 시작하고 서로를 거의 익사시킬 지경까지 이르렀다. 시합이 끝난 후, 마코는 카로가 싸움의 원인을 제공했다고 비난한다. 디 벨레가 마코를 세뇌시켰다는 카로의 말에 마코는 카로의 뺨을 때리고 만다. 스스로의 행동에 놀란 마코는 벵어를 찾아가 디 벨레 프로젝트를 끝내주기를 부탁한다. 벵어는 이에 동의하고 다음 날 모든 디 벨레 회원들을 학교 강당에 소집한다.
모임 도중 벵어는 문을 모두 잠그고 학생들을 열광의 도가니로 몰아넣기 시작했다. 마코가 항의하자 벵어는 마코를 배신자로 부르며 학생들에게 마코를 처형대로 끌어내도록 명령한다. 학생들이 마코를 끌어내자, 벵어는 이것이 바로 독재 정치임을, 디 벨레가 심각한 수준에 이르렀음을 설명하고 디 벨레를 해산한다. 데니스는 디 벨레의 좋은 점은 살려야 한다고 주장하지만, 벵어는 파시즘에서 부정적 부분만을 제거할 방법은 없다고 지적한다. 팀은 권총을 꺼내들고 디 벨레의 해산을 거부한다. 디 벨레 이전에는 사람들과 잘 어울리지 못했던 팀은 디 벨레를 자신의 삶과 동일시했으며, 디 벨레가 해산되면 다시 혼자가 될 것을 두려워했기 때문이다. 봄버는 '그 총은 그냥 가스 총일 뿐이잖아'라고 빈정거리다가 그 총이 가스 총이 아닌 사람을 죽일 수 있는 진짜 총임을 보여주려는 팀에게 총을 맞는다. 디 벨레의 해산을 받아들일 수 없었던 팀은 권총으로 자살한다. 벵어는 팀의 시체를 들고 트라우마에 빠진 자신의 학생들을 힘 없이 바라본다. 영화는 경찰에 체포되는 벵어 선생, 병원에 실려가는 봄버, 다시 만나는 마코와 카로의 모습을 보여주며 끝난다. 영화의 마지막 장면에서 경찰차 뒷좌석에 앉은 벵어는 고통으로 가득 찬 채 카메라를 응시한다.

## 배역
- 위르겐 포겔: 라이너 벵어 역. 디 벨레 실험을 계획한 고등학교 교사이다.
- 크리스티아네 파울: 앙케 벵어 역. 벵어의 부인으로 그와 같은 학교에서 근무한다.
- 프레더릭 라우: 팀 슈톨테푸스 역. 정서 불안이 있는 학생으로 학교에서 잘 지내지 못한다. 영화 초반에 디 벨레 프로젝트가 시작되기 전에는 소외당하는 학생으로 묘사된다. 프로젝트 이후, 디 벨레에 헌신하고 그 안에서 새 친구를 찾는다.
- 예니퍼 울리히: 카로 역. 성실하고 영리한 학생으로 디 벨레 운동에 반대하다가 그녀의 남자친구인 마코를 비롯한 친구들과 갈등을 겪는다.
- 막스 리멜트: 마코 역. 벵어 선생의 수구 팀 선수인 남성적 학생으로, 여자친구가 카로이다.
- 막시밀리안 폴마르: 봄버 역. 불량한 학생이었으나 디 벨레와 팀 덕분에 개과천선한다.
- 엘리아스 음바레크: 지난 역. 터키계 독일인으로 수구 팀 선수이다. 봄버의 가장 친한 친구이다. 엘리야스 므바레크는 데니스 간젤의 2001년 영화인 걸스 온 탑(원제:Mädchen, Mädchen)에도 출현한 바 있다.
- 야코프 마트셴츠: 데니스 역. 동독 출신의 학생으로 대다수의 친구들처럼 디 벨레의 회원이 된다.
- 아멜리 키퍼: 모나 역.
- 크리스타나 도 레고: 리자 역. 남자 친구가 없는 수줍은 여학생으로 카로의 절친한 친구이지만, 카로가 디 벨레를 반대하자 말다툼을 벌인다.
- 막시밀리안 마우프: 케빈 역. 처음에는 디 벨레와 충돌하다가 사회적 지위가 위협 당하자 디 벨레에 가입하는 학생이다.
- 페르디난트 슈미트모드로우: 페르디 역.
- 팀 올리버 슐츠: 옌스 역.
- 오디네 요네: 마야 역.
- 파비안 프레거: 카시 역.
- 티노 메베스: 셰델 역.
- 카롤리네 테스카: 미리 역.
- 마코 브레처코시크나노: 도미니크 역.
- 레나르트 베르츠바흐: 보멜 역.
- 토미 슈비머: 막스벨 역.
- 요제프 음바레크: 토르벤 역.
- 야이메 크리스토 페르킥: 보비 역.
- 루카스 하르트: 쿨레 역.
- 마렌 크로이만: 콜하게 박사 역.
- 토마스 자르바허: 카로 아버지 역
- 테레사 하르더: 카로 어머니 역
- 알렉산더 헬트: 팀 아버지 역.
- 요하나 가스트도르프: 팀 어머니 역.
- 프레데리케 바그너: 마코 어머니 역.
- 데니스 간젤: 마틴 역.

## 제작

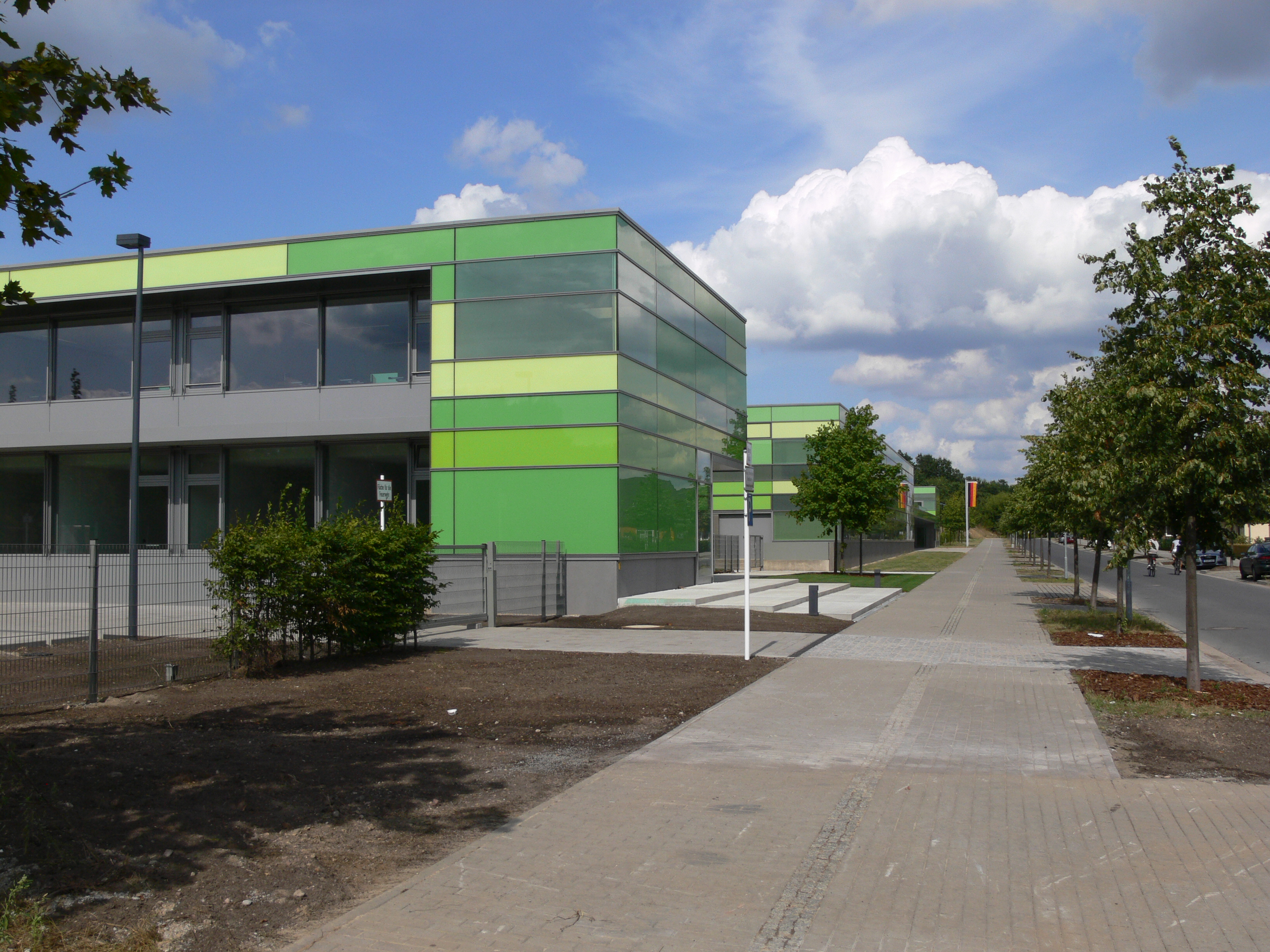
영화의 주요 촬영지인 브란덴부르크의 마리-퀴리 김나지움.

영화는 독일 브란덴부르크주 달곱 되버리츠(Dallgow-Döberitz)의 마리-퀴리 김나지움에서 38일 동안 촬영되었다. 영화 제작자들은 학급을 구성하는 젊은 배우들을 캐스팅하기 위해 거의 1년을 보내야 했다. 젊은 남성 배우들 중 몇몇은 수구를 어느 정도 수준으로 잘 해야 했다. "저는 자기 배역을 잘 해낼 수 있는 카리스마 넘치는 배우들을 찾고 있었습니다." 데니스 간젤이 말했다. 수구 경기 촬영 장면은 영화 촬영 과정에서 가장 어려운 일 중 하나로 밝혀졌다. 여름날 베를린-라이니켄도르프의 실내 수영장 온도는 화씨 100도 이상까지 쉽게 올랐다. 80%의 습도에서 행해진 수구 경기는 전체 배우와 촬영진에게 가장 고된 노동이 되었다. 무지막지하게 뜨거운 물결에 더해 몇몇 배우와 촬영진들의 학교에 대한 불안증도 이어졌다. 거의 모든 촬영분은 실제 고등학교에서 이루어졌는데, 이는 촬영에 임하던 많은 사람들의 기억을 일깨워주었다. "하루 종일 학교에 있는 것은 정말 이상했어요. 정말 다시 학생 시절로 돌아간 것 같았죠!" 크리스티나 도 레고가 회상했다. 막스 리멜트도 비슷한 감정을 느꼈다. "정말로요! 제가 교실에 앉는 순간에 마치 학생 때처럼 잠이 오더라고요. 완전히 예전 습관으로 돌아가는 거죠. 전 책에 낙서까지 시작했어요. 그게 제가 항상 하던 짓이었거든요. 그리고 환풍이 잘 안 되는 것도 한 몫 했죠."

## 1981년 영화와의 차이점
1981년 미국에서 만들어진 동명의 영화와 그 소설화인 책 파도에서는 사건이 1969년 가상의 학교인 고든 고등학교(Gordon High School)에서 일어난다. 이는 캘리포니아의 팔로 알토에 있는 한 고등학교에서 일어났던 실제 사건에 기반을 두고 만들어졌던 것이다. 비록 장소나 등장인물의 이름 등은 좀 더 독일어처럼 들리도록 각색되었지만, 인물의 성격은 유사하다. 예를 들어, 라이너 벵어, 카로, 마코, 모나, 팀은 각각 벤 로스, 로리 선더스, 데이비드 콜린스, 앤드레아, 로버트 빌링스에 해당하는 인물이다. 소외라는 영화의 주제는 세 명의 새로운 인물을 추가함으로써 더욱 강조되었다. 터키계 독일인인 지난, 폭력적인 불량 학생인 케빈, "오씨(Ossi)"라고 놀림 받는 동독 출신 데니스가 그들이다. 1981년 영화의 결말은 폭력이 없으며 선생이 체포되지도 않아 디 벨레의 결말보다는 훨씬 부드럽다.

## 수상
- 2008년 독일 영화상 동상
- 2008년 독일 영화상 프레데릭 라우 최고의 남자 조연상[7]